# Pagadebit di Romagna secco
Il Pagadebit di Romagna secco è un vino DOC la cui produzione è consentita nelle province di  Forlì-Cesena,  Ravenna e  Rimini.

## Caratteristiche organolettiche
- colore: paglierino più o meno intenso.
- odore: caratteristico, di biancospino.
- sapore: asciutto, erbaceo, armonico, gradevole, delicato.

## Storia
È chiamato pagadebit perché il vitigno utilizzato è molto resistente e garantiva il pagamento dei debiti contratti dagli agricoltori.

## Abbinamenti gastronomici
Antipasti:
- bagnet verd: acciughe dissalate in salsa verde [1]
- acciughe sotto sale, dissalate e poste sott'olio e pasta d'acciughe
- Alici marinate [2], e insalata di mare.

## Produzione
Provincia, stagione, volume in ettolitri
- Forlì  (1990/91)  2182,91
- Forlì  (1991/92)  1869,77
- Forlì  (1992/93)  2172,17
- Forlì  (1993/94)  3041,96
- Forlì  (1994/95)  2790,04
- Forlì  (1996/97)  1893,16
- Ravenna  (1990/91)  194,25
- Ravenna  (1991/92)  145,88
- Ravenna  (1992/93)  235,13
- Ravenna  (1993/94)  185,68
- Ravenna  (1994/95)  293,53
- Ravenna  (1995/96)  347,48
- Ravenna  (1996/97)  376,0
- Rimini  (1996/97)  1449,79